# 永久債券
永續債券（英語：Perpetual bond；縮寫為PERP），是一種由投資銀行精心設計的衍生性金融商品，沒有到期日，該商品以債券的形式由銀行理財顧問推薦給符合資格的客戶購買。因此也被稱為永久債、永久債券或萬年公債。
永續債券的最終目標是發行人必須按期支付債息直到永遠，發行人不一定要贖回。
永續債券的例子是由英國政府發行的"consols"。滙豐控股在2010年6－7月間曾發行34億美元8厘次級永久資本債券（perpetual subordinated capital securities），後增至38億美元。
這些債券計為第一類資本，並幫助銀行滿足其資金需求。
這些債券大多數為可贖回，但由發行至第一次贖回的日期通常不會少於5年。

## 定價
永久债券的价值可用公式 {\displaystyle {\frac {i}{y}}}推算，其中 {\displaystyle i} 是债券的年利率，{\displaystyle y} 是持有者期望可得到的市场利率。
永久债券的行为（固定利息，无到期日）与事先约定股息的优先股相同，定价公式也因此类似。

## 外部連結
- "Perpetual debt in favour, but yields may fall" （页面存档备份，存于）, LiveMint.com, July 7, 2007